# Oreopanax polycephalus
Oreopanax polycephalus är en araliaväxtart som beskrevs av Hermann Harms. Oreopanax polycephalus ingår i släktet Oreopanax och familjen Araliaceae. Inga underarter finns listade.